# American-180
American-180 là loại súng tiểu liên khá độc đáo do Richard Casull thiết kế vào những năm 1960.

## Lịch sử
Vào những năm 1960 với ý tưởng về loại vũ khí có hỏa lực mạnh, đạn nhỏ, có thể bắn trong khoảng thời gian dài trước khi phải nạp đạn lại. Richard Casull đã bắt đầu công việc thiết kế với kết quả là khẩu súng carbine Casull Model 290 sử dụng hộp đạn dạng đĩa 290 viên đạn, tuy nhiên chỉ có 80 khẩu này được chế tạo do giá thành khá đắt đỏ.
Đến đầu những năm 1970 thì Casull quyết định thu nhỏ khẩu súng lại và chuyển sang sử dụng đạn súng ngắn để trở thành súng tiểu liên. Với lựa chọn là loại đạn .22 LR (5.6×15mmR) vốn có hỏa lực thấp nhưng có lợi thế là rẻ, độ giật thấp, ít bị nảy ra khi chạm vào mục tiêu, có khả xuyên tốt và độ chính xác khá tốt. Loại súng mới cung cấp một hỏa lực lớn vì có khả năng bắn nhanh nhiều và liên tiếp vào mục tiêu trong một thời gian ngắn nhờ có độ giật thấp giúp cho độ chính xác tăng lên và số lượng đạn trong hộp đạn khá lớn. Thiết kế này ban đầu được chế tạo tại Áo sau đó xuất khẩu vào Hoa Kỳ. Sau này loại súng này được chế tạo bởi Illinois Arms Company tại Hoa Kỳ.
Một số lượng lớn các khẩu American-180 đã được các lực lượng cảnh sát và cai ngục mua hầu hết để dẹp loạn. Nó được nhanh chóng nhận thấy là cho dù loại đạn.22 LR vốn tự thân không thể xuyên các giáp chống đạn mà các đơn vị của các lực lượng này hay mặc, nhưng khi bắn với loạt dài từ loại súng này thì các giáp chống đạn sẽ bị xé toạc nếu loại súng này bị đưa nhầm người.

## Thiết kế
American-180 sử dụng cơ chế nạp đạn blowback với khóa nòng mở với hai chế độ bắn phát một và tự động. Thân súng làm bằng một khối thép được gia công và báng súng làm bằng gỗ. Điểm đặc biệt của loại súng này so với các loại súng tiểu liên khác là nó sử dụng hộp đạn dạng đĩa vốn dùng cho các súng máy trong chiến tranh thế giới thứ hai. Loại hộp đạn này có thể chứa 177 viên đạn với ba lớp. Các mẫu sau này chế tạo hộp đạn bằng nhựa với 3, 4 hoặc 5 lớp có thể chứa 165, 220 hay 275 viên. Súng sử dụng loại đạn .22 LR nhưng một số khẩu được yêu cầu chế tạo sử dụng đạn .22 Short Magnum..22 Short Magnum cung cấp hỏa lực mạnh hơn.22 LR với tốc độ bắn được đẩy lên thành 1.500 viên/phút còn với.22 LR là 1.200 viên/phút. Vỏ đạn sẽ được nhả ra ở khe năm bên dưới súng.
Hệ thống nhắm tiêu chuẩn của loại súng này là điểm ruồi nhưng có thể gắn thêm hệ thống nhắm laser.

## Biến thể
Mặc dù không có biến thể nào ngoài mẫu American SAR 180/275 với chỉ có chế độ bắn bán tự động. Thì có các bộ công cụ có tên AM-15 dùng để chuyển các khẩu M-16 tự động thành một loại súng có cách hoạt động giống như American-180, cũng có phiên bản của bộ công cụ này dùng cho súng tiểu liên M11/9.